# Mælke
Mælke er betegnelsen for de hanlige fisks sæd og kønsorganer. Betegnelsen kommer af at - især modne fisk med flydende sæd - fiskenes sæds farve og konsistens minder om mælk.